# Chakkodabylu, Tirthahalli
Chakkodabylu là một làng thuộc tehsil Tirthahalli, huyện Shimoga, bang Karnataka, Ấn Độ.